# Riggwelter
Riggwelter är ett brittiskt ölmärke som bryggs av Black Sheep Brewery i Masham i Yorkshire. Det är en ale som är bryggd enligt en gammal teknik från Yorkshire som kallas Yorkshire square fermentation system. 
Riggwelter lär ha fått sitt namn från ett gammalt fornnordiskt uttryck där ordet för rygg (rigg) kombinerats med ordet velte = välta.  När ett får har hamnat på rygg och inte kan resa sig utan hjälp kallas det på lokal dialekt för att fåret är rigged eller riggwelted, alltså ryggvält: "Riggwelter takes its name from the local Yorkshire Dales dialect – when a sheep is on its back and can’t get up without help, local dialect says it is riggwelted." Även etiketten på flaskan visar ett svart får som ligger på rygg.